# Elle Varner
Elle Varner, pseudonimo di Gabrielle Serene Varner (Los Angeles, 12 febbraio 1989), è una cantautrice statunitense.

## Biografia
Elle Varner, di origini afroamericane, ha trascorso gran parte della sua infanzia assistendo i genitori, cantautori ed editori, mentre cercavano di raggiungere il successo nell'industria musicale; all'età di sei anni ha iniziato a suonare il flauto, il pianoforte e la chitarra. Ha frequentato diverse scuole musicali tra cui l’Amazing Grace Conservatory dell'attrice Wendy Raquel Robinson.
Dopo importanti studi universitari durati quattro anni, Varner aveva largamente ampliato la sua cultura musicale e nel 2008 si è laureata alla New York University. Nell'ottobre 2009 ha firmato un contratto discografico con MBK Entertainment / J-RCA Records, in collaborazione con Sony Music.
Il 6 agosto 2011 è stato pubblicato il suo singolo di debutto, Only Wanna Give It to You, in collaborazione con il rapper J. Cole, che ha anticipato il primo album in studio Perfectly Imperfect. Nell'ottobre 2011 è stata una delle artiste della campagna Music Matters promossa da BET. Nel gennaio 2012 ha diffuso un mixtape, intitolato Conversational Lush, per promuovere il disco di debutto. Nello stesso mese è stato pubblicato come secondo singolo estratto Refill, che ha ricevuto una candidatura ai Grammy Awards 2013 come miglior canzone R&B. L'11 febbraio 2012 la cantante, insieme ai The Roots, ha tenuto una performance dedicata a Whitney Houston in occasione della Roots Pre-Grammy Jam Session.
Perfectly Imperfect è stato reso disponibile il 7 agosto 2012 ed è esordito in 4ª posizione nella Billboard 200 statunitense, vendendo 33 000 copie nella sua prima settimana. Nel mese successivo ha co-scritto il brano Use Me del cantante Miguel, contenuto nel suo secondo album Kaleidoscope Dream. Nel 2013 è stata candidata ai BET Awards come miglior artista femminile R&B.
Per il suo secondo album in studio, Elle Varner aveva lavorato con diversi produttori tra cui Pop & Oak, Eric Hudson, DJ Dahi, Da Internz e Hit-Boy. Aveva affermato di voler fondere i generi trap e jazz, descrivendolo "decisamente più sexy" rispetto al precedente; in seguito ha pubblicato il singolo promozionale Rover con il rapper Wale. Dopo diversi posticipi il progetto, intitolato Four Letter Word, è stato accantonato e la cantante licenziata dalla RCA Records.
Nel 2017 ha vinto il suo primo Grammy come autrice del mixtape Coloring Book di Chance the Rapper, che ha trionfato nella categoria Miglior album rap.

## Discografia

### Album in studio
- 2012 – Perfectly Imperfect
- 2019 – Ellevation

### Mixtape
- 2012 – Conversational Lush

### Singoli

#### Come artista principale
- 2011 – Only Wanna Give It to You (feat. J. Cole)
- 2012 – Refill
- 2012 – I Don't Care
- 2012 – Oh What a Night
- 2014 – Don't Wanna Dance (feat. ASAP Rocky)
- 2015 – Birthday (feat. 50 Cent)
- 2018 – Loving U Blind
- 2019 – Pour Me (feat. Wale)